# BStB 1–4
Die Lokomotiven BStB 1II–4II gehören zu einer Reihe von Tenderlokomotiven der Achsfolge 1’C1’, die von Borsig für die Brandenburgische Städtebahn (BStB) gebaut wurden. Zwischen 1935 und 1936 wurden vier Lokomotiven in Dienst gestellt. Drei Lokomotiven gelangten nach dem Zweiten Weltkrieg zur Deutschen Reichsbahn und wurden als 75 6679–6681 bezeichnet. Die Loks waren bis 1967 im Einsatz und wurden dann ausgemustert sowie verschrottet.

## Geschichte
Die Lokomotiven entstanden, weil 1935 bei der Brandenburgischen Städtebahn Bedarf an leistungsfähigen Lokomotiven für den gemischten Dienst bestand, die sowohl vorwärts wie rückwärts Züge mit einer Geschwindigkeit von 80 km/h befördern konnte. Dafür wurde auf Basis der Badischen VI c bei Borsig eine Lokomotive konstruiert, die diese Anforderungen erfüllte. Durch den relativ kleinen Kuppelraddurchmesser von 1.300 mm war die Lokomotive auf steigungsärmeren Strecken gut für den Güterverkehr zu verwenden. Die Loks haben sich im Betrieb gut bewährt, jedoch wäre als Treibachse besser die mittlere Kuppelradachse gewählt worden.
Die Loks haben bei ihrem Einsatz bei der Städtebahn dreimal ihre Bezeichnung gewechselt. Nach ihrer alten Bezeichnung von 1935 trugen sie von 1937 an die Bezeichnung BStB 21–24 und von 1940 an die Bezeichnung BStB 1-100 bis 1-103.
Die letzte Bezeichnung war nach dem Schema des Landesverkehrsamtes Brandenburg vorgenommen worden. Dabei bedeutete die erste Nummer den Streckenkürzel und die zweite die Betriebsnummer. Den Zweiten Weltkrieg überstand eine Lokomotive nicht, sie blieb nach Kriegsende verschollen.

## DR 75 6679–6681
Die anderen drei Lokomotiven gelangten nach 1950 in den Bestand der Deutschen Reichsbahn. Sie wurden als 75 6679–6681 bezeichnet und waren zuerst in Seddin und Berlin beheimatet. Danach wurden die Loks nach Haldensleben umbeheimatet und blieben bis 1965. Die 75 6679 und 75 6681 waren um 1963/1964 aushilfsweise in Dessau stationiert und bedienten hier die Bahnstrecke Dessau–Gohrau-Rehsen. Auf Grund ihrer Geschwindigkeit und ihres Anzuges waren die Maschinen besonders im Berufsverkehr verwendet.
Ab 1965 waren die 75 6679 und 75 6681 in Ketzin beheimatet, wo sie bis zur Abstellung blieben. Ausgemustert wurden beide Loks 1965 und 1967. Die 75 6680, die in Haldensleben blieb, wurde dort 1966 ausgemustert.

## Technische Merkmale
Die Lokomotiven waren mit einem einfachen Blechrahmen ausgerüstet. Die Laufachsen waren als Bisselachsen ausgeführt. Die dritte Kuppelradachse wurde als Treibachse ausgewählt, um eine ausreichende Länge der Treibstange zu erreichen. Der Kessel besaß einen Überhitzer. Nachträglich wurden die Loks mit einem Vorwärmer ausgerüstet. Er war unterhalb der Rauchkammer auf der Pufferbohle angeordnet. Die Luftpumpe war vor dem rechten Wasserkasten angeordnet, die Druckluftglocke auf dem Kesselscheitel vor dem Schornstein.